# Silvia Fernández de Gurmendi
Silvia Alejandra Fernández de Gurmendi (Córdoba, 24 ottobre 1954) è una giudice, avvocata e diplomatica argentina. È stata Giudice della Corte penale internazionale dal 2010 al 2018 e prima donna Presidente della Corte dal 2015 al 2018. Nel 2020 è stata eletta presidente dell'Assemblea degli Stati parte dello Statuto di Roma della Corte penale internazionale per la ventesima-ventiduesima sessione (2021-2023). 

## Educazione
Fernández studiò legge presso le università di Córdoba e Limoges e conseguì un dottorato presso l'Università di Buenos Aires.

## Carriera
Fernández si è formata come diplomatica nel 1987-1988 ed è entrata in servizio nel 1989. Nel 2006 è diventata Direttrice generale per i Diritti Umani presso il Ministero degli Esteri argentino.
Giudice della Corte penale internazionale, 2010-2018
Fernández è stata eletta giudice della CPI il 18 novembre 2009. Durante il suo mandato di giudice, ha regolarmente emesso pareri dissenzienti o parzialmente dissenzienti in casi di alto profilo, tra cui l'opposizione all'apertura di un'indagine della CPI sulla Costa d'Avorio nel 2011. Ha presieduto la Corte quando la CPI ha rigettato la richiesta della Libia di annullare il mandato d'arresto internazionale per Saif Gheddafi, stabilendo che il governo libico non fosse ancora in grado di celebrare da solo un processo equo e che, in base al diritto internazionale, è obbligato a consegnarlo alla CPI. Nel 2014, in qualità di componente della Camera preliminare I, ha confermato quattro accuse di crimini contro l'umanità contro l'ex ministro e attivista giovanile ivoriano Charles Blé Goudé e lo ha rinviato a giudizio davanti alla Camera di prova.
Presidente della Corte penale internazionale, 2015-2018
All'inizio del 2015, Fernández è stata eletta Presidente della Corte per un mandato triennale. I suoi due Vicepresidenti, anch'essi nominati per un mandato di tre anni, sono Joyce Aluoch e Kuniko Ozaki. La carica di Procuratore della Corte penale internazionale, assegnata a Fatou Bensouda, ha portato a quattro le cariche legali più influenti della Corte, ricoperte da donne.
Nell'agosto 2015, Fernández ha deciso di riprendere l'udienza sull'opportunità di intraprendere un'azione contro il Kenya per le accuse di aver ostacolato le indagini sul suo presidente Uhuru Kenyatta, sostenendo che la camera d'appello non aveva valutato correttamente il ruolo dei procuratori e che gli errori le avevano impedito di "prendere una decisione conclusiva".
Presidente dell'Assemblea degli Stati parte della Corte penale internazionale, 2021-presente
Nel dicembre 2020, l'Assemblea degli Stati parte l'ha eletta come Presidente della stessa assemblea per le sessioni dalla ventesima alla ventiduesima. Il suo mandato è iniziato nel febbraio 2021.

## Altre attività
Fernández è anche professoressa ospite presso l'Accademia sui diritti umani e il diritto umanitario dell'American University Washington College of Law. È membro del Consiglio consultivo dell'Iniziativa sui crimini contro l'umanità, un progetto del Whitney R. Harris World Law Institute della Washington University School of Law di St. Louis per la creazione del primo trattato al mondo sulla prevenzione e la punizione dei crimini contro l'umanità.